# قلعه کرات
قلعه کرات مربوط به دوره قاجار است و در شهرستان تایباد، ۱۰۰ متری غرب روستای کرات واقع شده و این اثر در تاریخ ۲۴ اسفند ۱۳۸۴ با شمارهٔ ثبت ۱۵۲۶۷ به‌عنوان یکی از آثار ملی ایران به ثبت رسیده‌است.